# بولازین
بولازین (به انگلیسی: Bolazine) با فرمول شیمیایی C۴۰H۶۴N۲O۲ یک ترکیب شیمیایی با شناسه پاب‌کم ۹۵۷۸۲۰۵ است. که جرم مولی آن ۶۰۴٫۹۵ g/mol می‌باشد.